# کلاریزن
کلاریزن (انگلیسی: Clarizen) شرکت نرم‌افزار مدیریت پروژه و شرکت مدیریت کار مشترک است، که در سال ۲۰۰۵ تأسیس شد. دفتر مرکزی این شرکت در سان ماتیو، کالیفرنیا قرار دارد. از مهم‌ترین محصولات این شرکت نرم‌افزارهای مربوط به مدیریت پروژه است.
کلاریزن از یک نرم‌افزار به عنوان مدل کسب و کار خدماتی استفاده می‌کند. ویژگی‌های کلاریزن شامل پیوست کردن نقشه‌های اتو کد به پروژه، حرکت بین نمای پروژه و نمای طراحی و یک ویژگی گزارش ایمیل است.
در ماه می ۲۰۱۴، کلاریزن ۳۵ میلیون دلار سرمایه‌گذاری خطرپذیر به رهبری گلدمن ساکس جذب کرد. این دور سرمایه‌گذاری را به ۹۰ میلیون دلار رساند. سرمایه گذاران قبلی، از جمله بنچمارک کپیتال، کارمل ونچرز، داگ ونچرز، اوپوس کپیتال و شرکای سرمایه‌گذاری وینتیج شرکت کردند.
در آوریل ۲۰۲۰، کلاریزن مت زیلی را به عنوان مدیرعامل جدید خود منصوب کرد.

## کاربرد کلاریزن
به عنوان یک ابزار همکاری در سطح سازمانی، کلاریزن توانایی اشتراک گذاری نماها، مانند نقشه راه، نماهای ماژول، نماهای پروژه، و گزارش‌ها و داشبوردها را فراهم می‌کند. کلاریزن دید بین پروژه و همچنین گزارش‌های جمع‌آوری خوبی را ارائه می‌دهد. همچنین ابزارهایی برای مدیریت منابع و مدیریت مالی ارائه می‌دهد.